# Woodhaven
Woodhaven – miasto w Stanach Zjednoczonych, w stanie Michigan, w hrabstwie Wayne.